# Oaie domestică
Oaia domestică (Ovis aries) este o specie de mamifere rumegătoare, copitate, domesticite, crescute pentru lână, piele, blană, carne și lapte, având cea mai largă distribuire în lume dintre animalele domestice, putând fi găsite în aproape toate țările lumii. Femelele ating maturitatea sexuală la un an și jumătate.

## Caracterizare generală
Oaia domestică, cea mai comună specie a genului Ovis, descinde foarte probabil din specia de muflon sălbatic din sudul central și sud-vestul Asiei.
- Oile sunt animale copitate, având copita despicată în două.
- Ele sunt animale rumegătoare, cu dinții incisivi superiori lipsă și cu un stomac cu patru compartimente-vezi artiodactile.
- Oile și berbecii au coarne scobite, neramificate, care nu le cad. Coarnele  berbecului sunt masive și curbate spiralat. Coarnele femelei adult sunt scurte și foarte puțin curbate.
- Oile au un bot lung, destul de îngust și urechi ascuțite. Lungimea oii este, în medie, 1,5 m, având o coadă scurtă și un adult poate cântări de la 75–200 kg. În sălbăticie animalele sunt alergători sprinteni și cățărători.
- Oile oferă:

1. lână, blană și piele, pentru îmbrăcăminte și covoare;
2. carne de miel, de oaie  și de berbec;
3. lapte pentru băut, pentru brânză și alte produse lactate.

## Rase de oi
Oaia fiind un animal domestic polivalent, în decursul timpului au fost create peste 200 de rase pentru a satisface diverse scopuri. Există astfel rase specializate pentru lână, altele pentru laptele utilizat la prepararea brânzeturilor și altele pentru carne, după cum există și multe rase mixte. Rasele de oi sunt adaptate pentru condiții climatice foarte diferite, de la deșert la condițiile tropicale.

## Distribuția oilor în lume
În 2003 populația de oi era estimată la 1,03 miliarde de capete. Țările crescătoare de oi, în ordine descrescătoare, sunt: China (157 330 000), Australia (94 500 000), India (62 500 000), Iran (54 000 000), Sudan (47 000 000), Noua Zeelandă (40 065 000), Regatul Unit al Marii Britanii (35 500 000), Africa de Sud (29 100 000), Turcia (25 000 000), și Pakistan (24 700 000).

## Termeni specifici

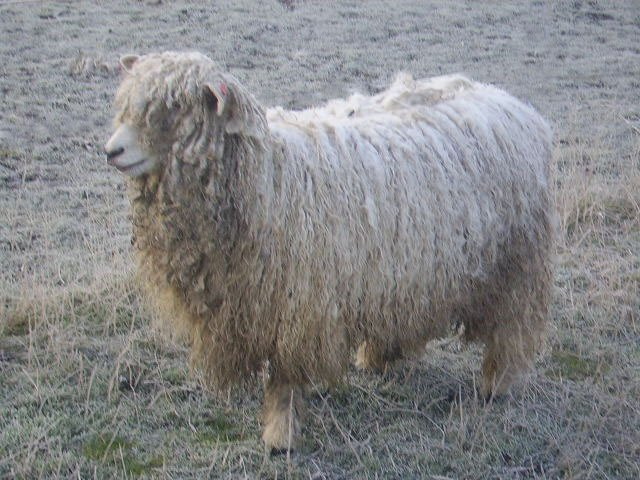
Un miel din rasa Lincoln Longwool, cu lână foarte lungă.

Ca denumire regională din Transilvania și Banat se folosește termenul păcuină, iar un termen arhaic este marială.
Crescătorii de oi folosesc denumiri diferențiate pentru a desemna exemplarele speciei:
- berbec/berbeci pentru masculii speciei capabili de reproducere,
- batal/batali pentru masculii speciei castrați în vederea îmbunătățirii calității cărnii și a lânii,
- arete/areți pentru un berbec de prăsilă,
- oaie/oi pentru femela capabilă de reproducere,
- mioară/mioare pentru oile de până la doi ani, care încă nu au fătat,
- miel/miei, uneori chiar mială/miale, pentru desemnarea exemplarelor tinere în general, sau diferențiat după sex.

Un grup de oi se numește turmă de oi.

## Coarnele
De regulă, berbecii au coarne, iar oile nu au (sunt ciute). De exemplu:
- La rasa Țigaie, berbecii au coarne mari, cu lungimea de 60–70 cm, răsucite în una sau două spirale. Există și berbeci ciuți sau cu coarne rudimentare, denumite melci. Oile sunt, de regulă, lipsite de coarne, dar 16-18% din efectivul total au coarne rudimentare sau coarne mici nespiralate.
- La rasa Țurcană, berbecii au coarne mari purtate lateral, răsucite în una sau două spirale. Oile sunt ciute, dar circa 15-20% din oi au coarne mici.

## Galerie de imagini

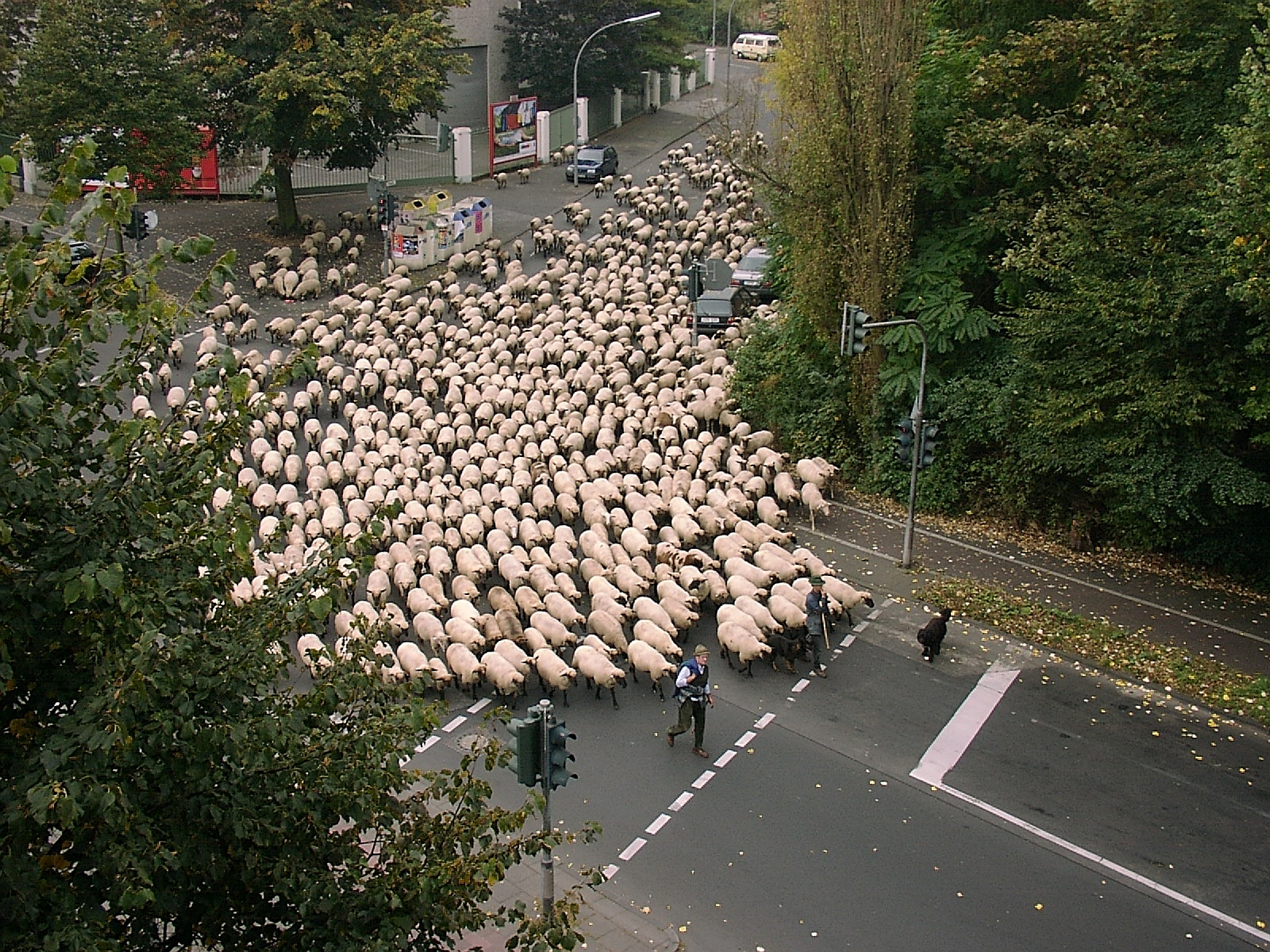
Turmă de oi în oraşul Köln
Stema provinciei Gotland din Suedia
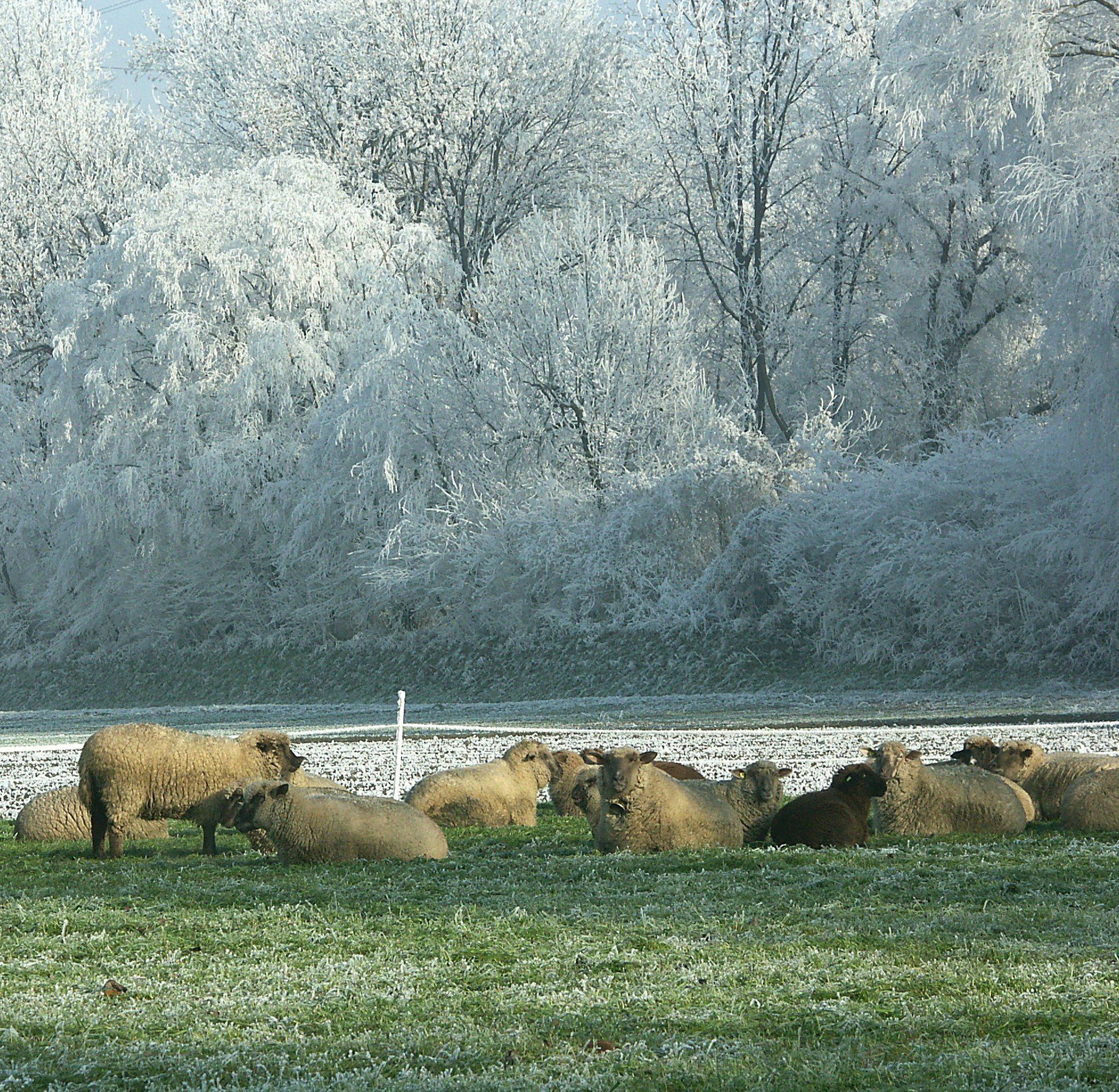
Peisaj de iarnă
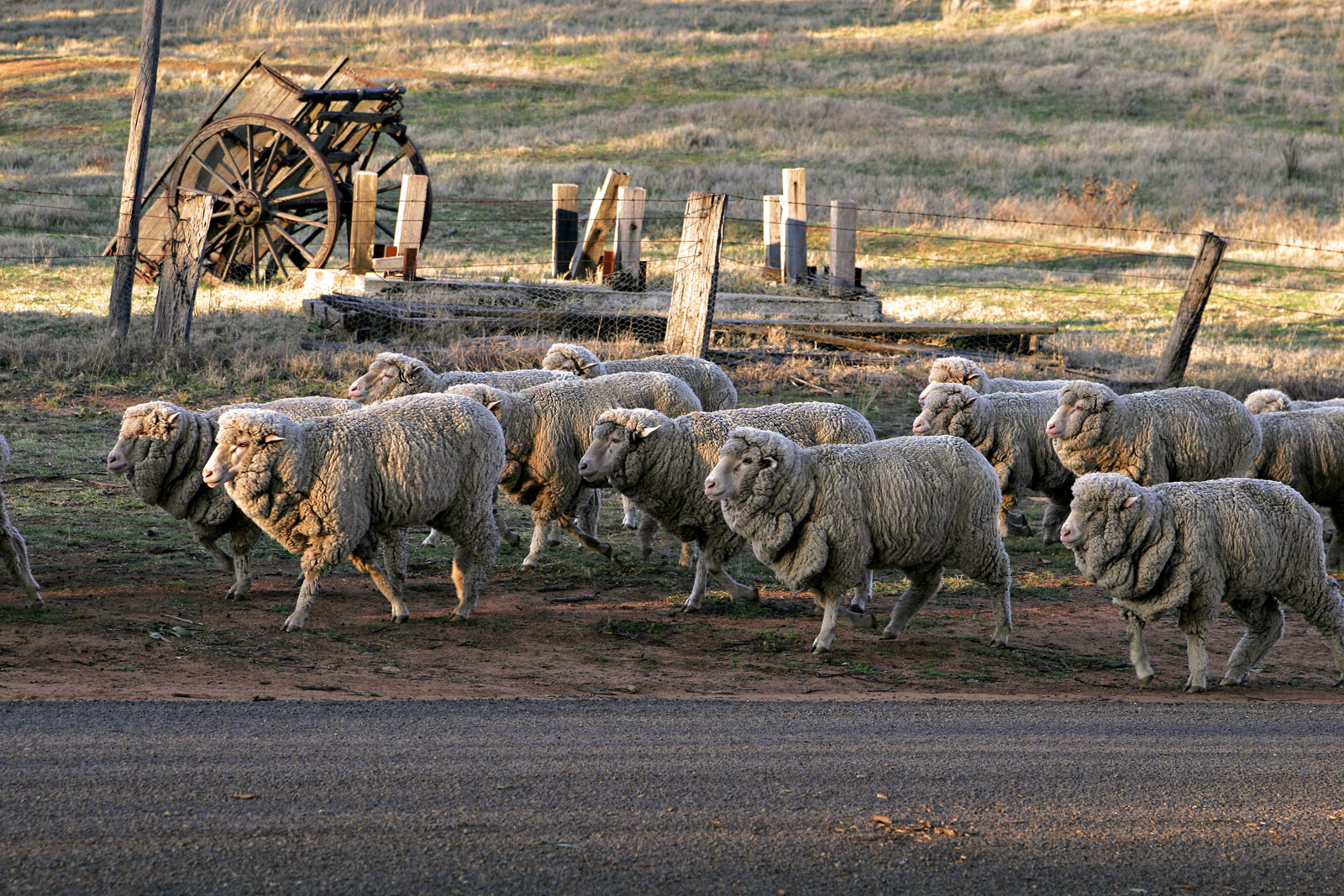
Oi pe o stradă în Australia
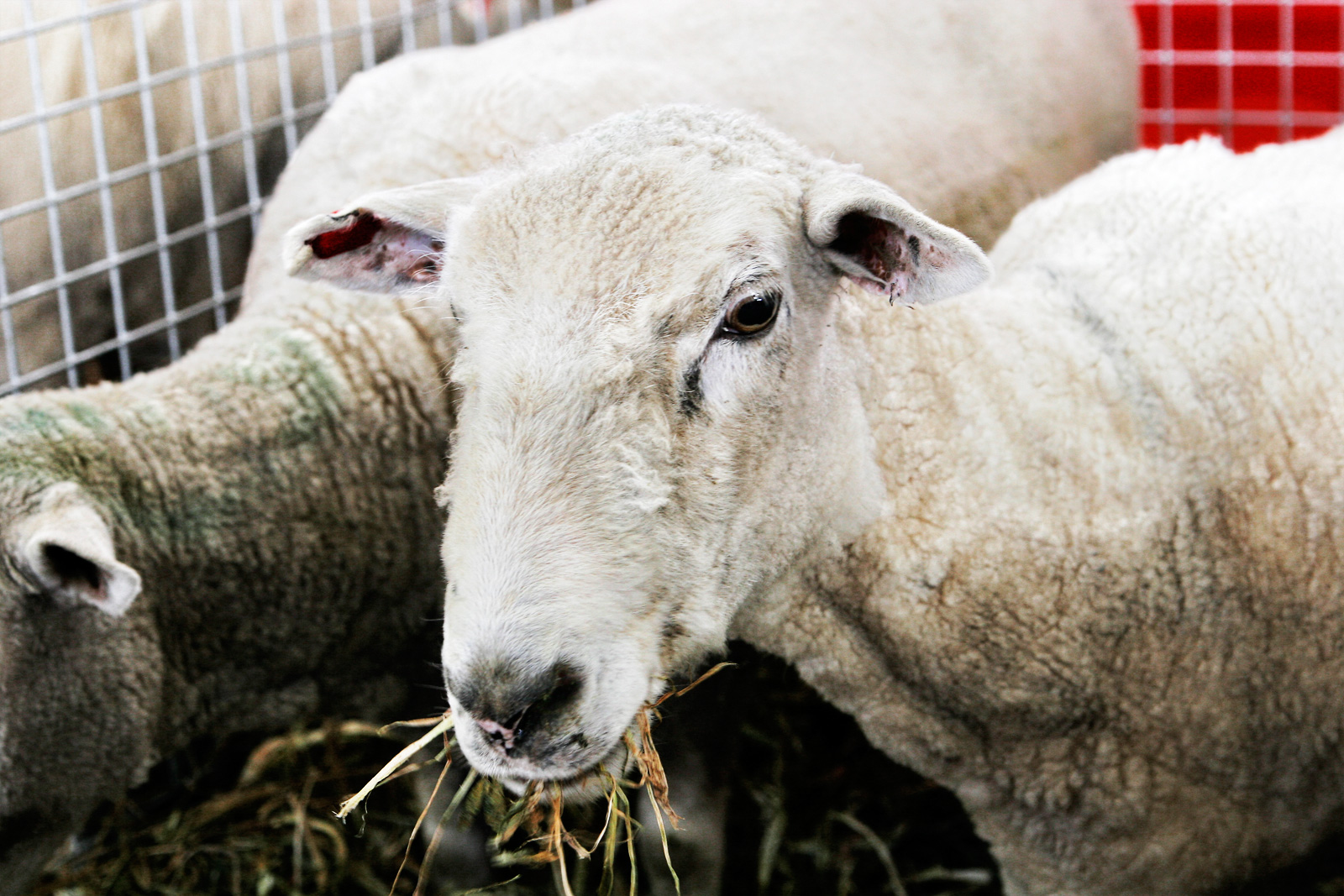
Oi la o expoziţie în Melbourne
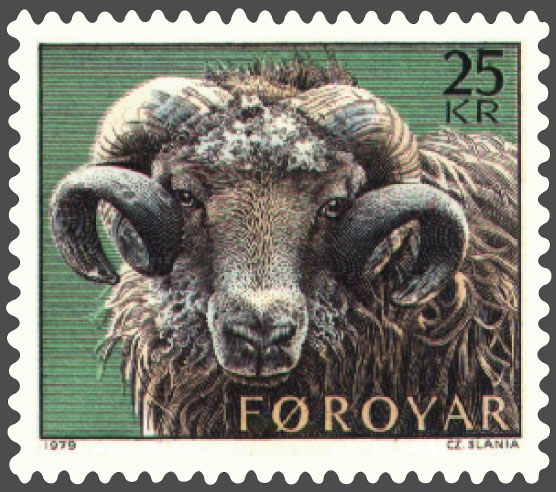
Berbec pe un timbru din Insulele Feroe
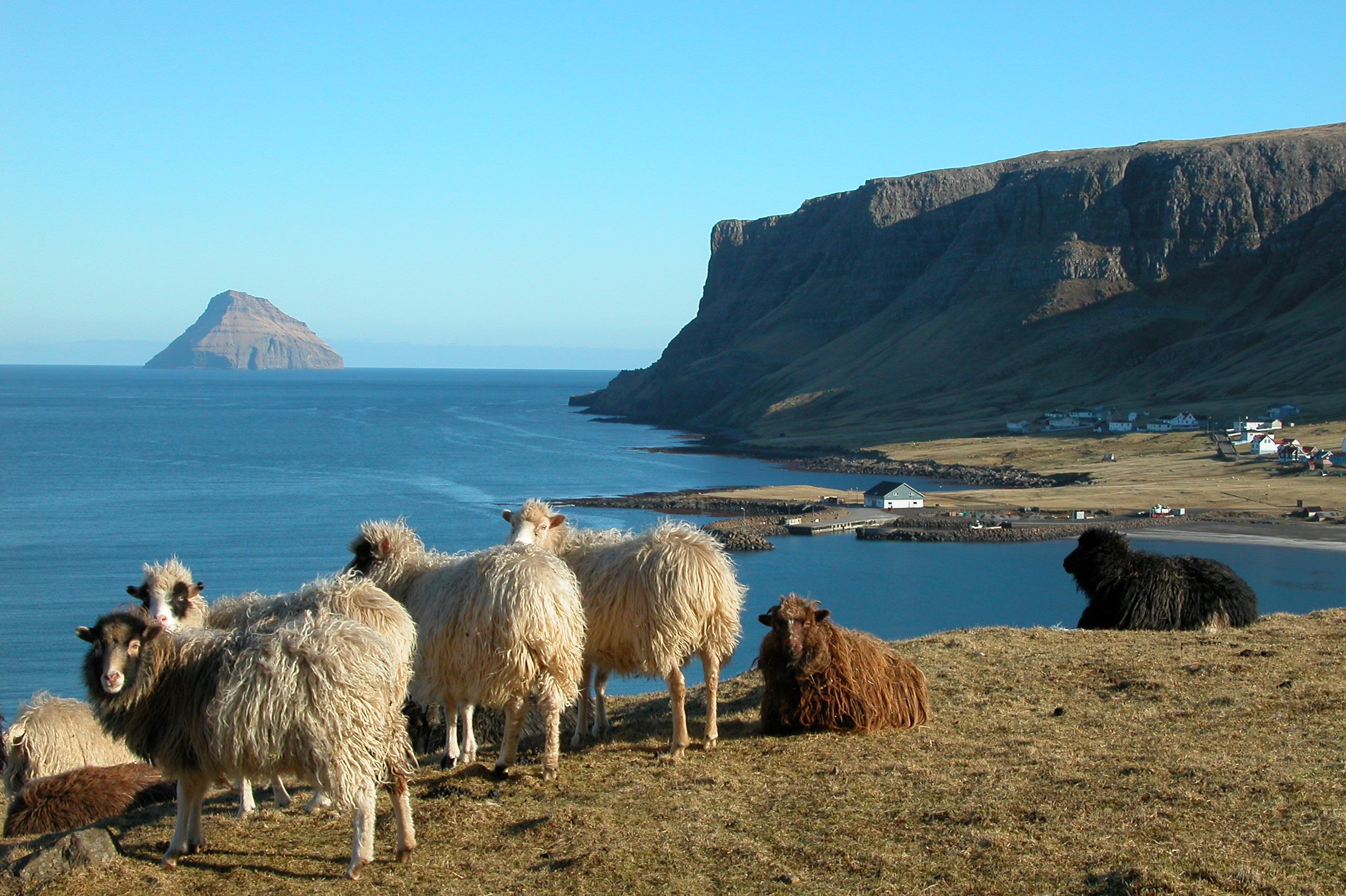
Peisaj cu oi din Hvalba, insulele Feroe
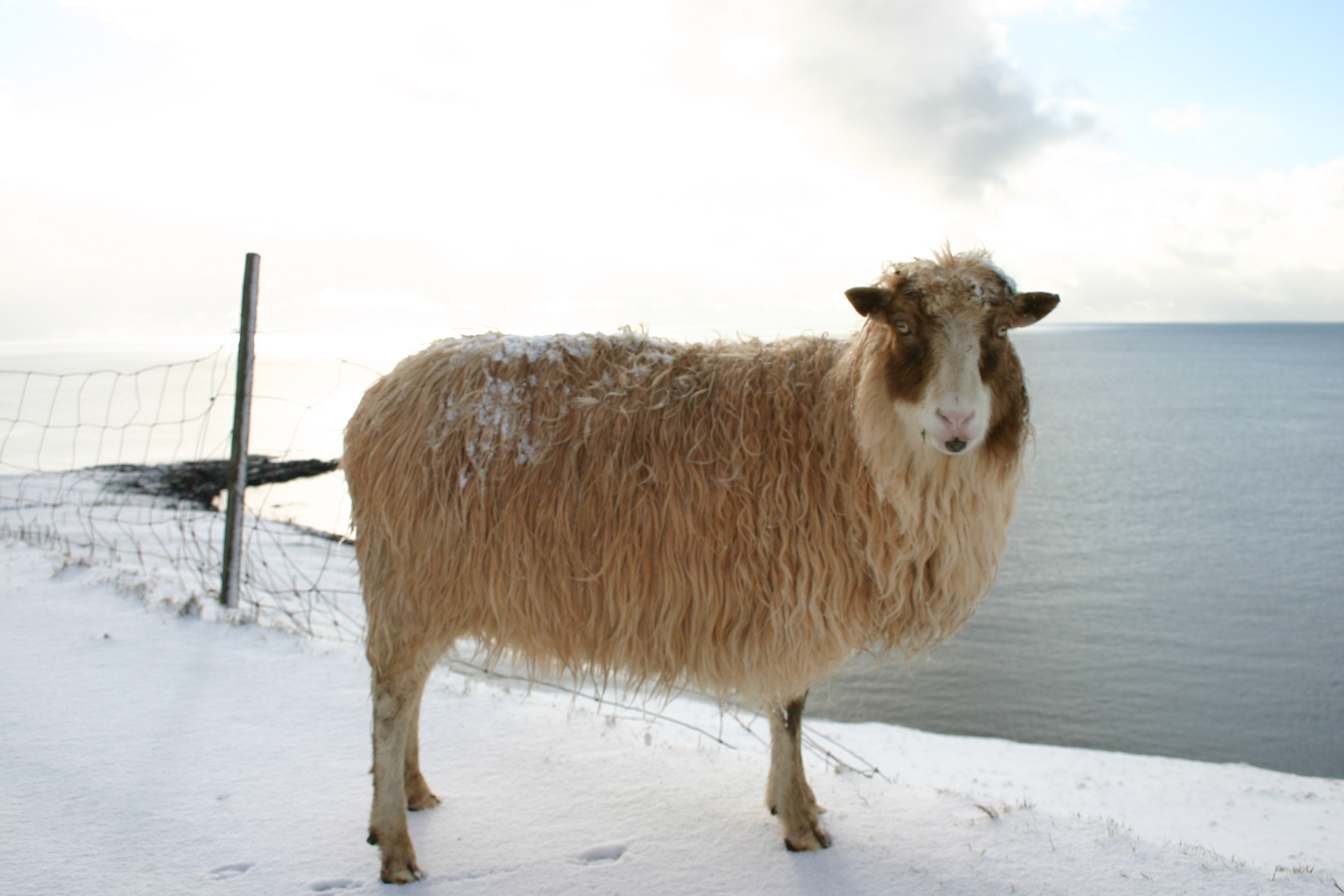
Oaie din Insulele Feroe
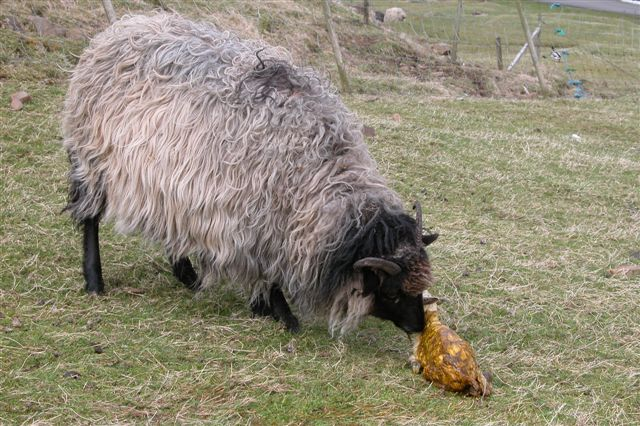
Oi din Insulele Feroe
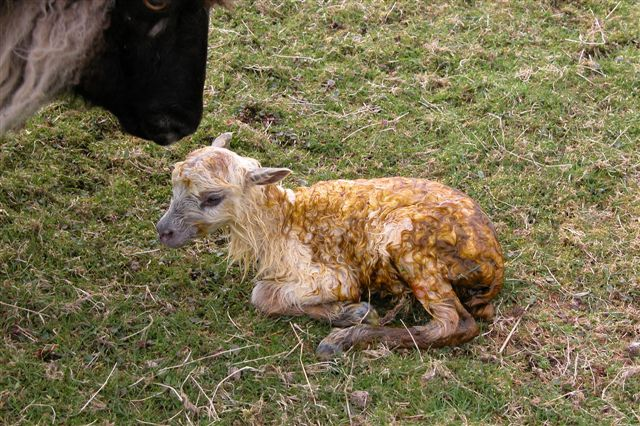
Oi în Insule Feroe
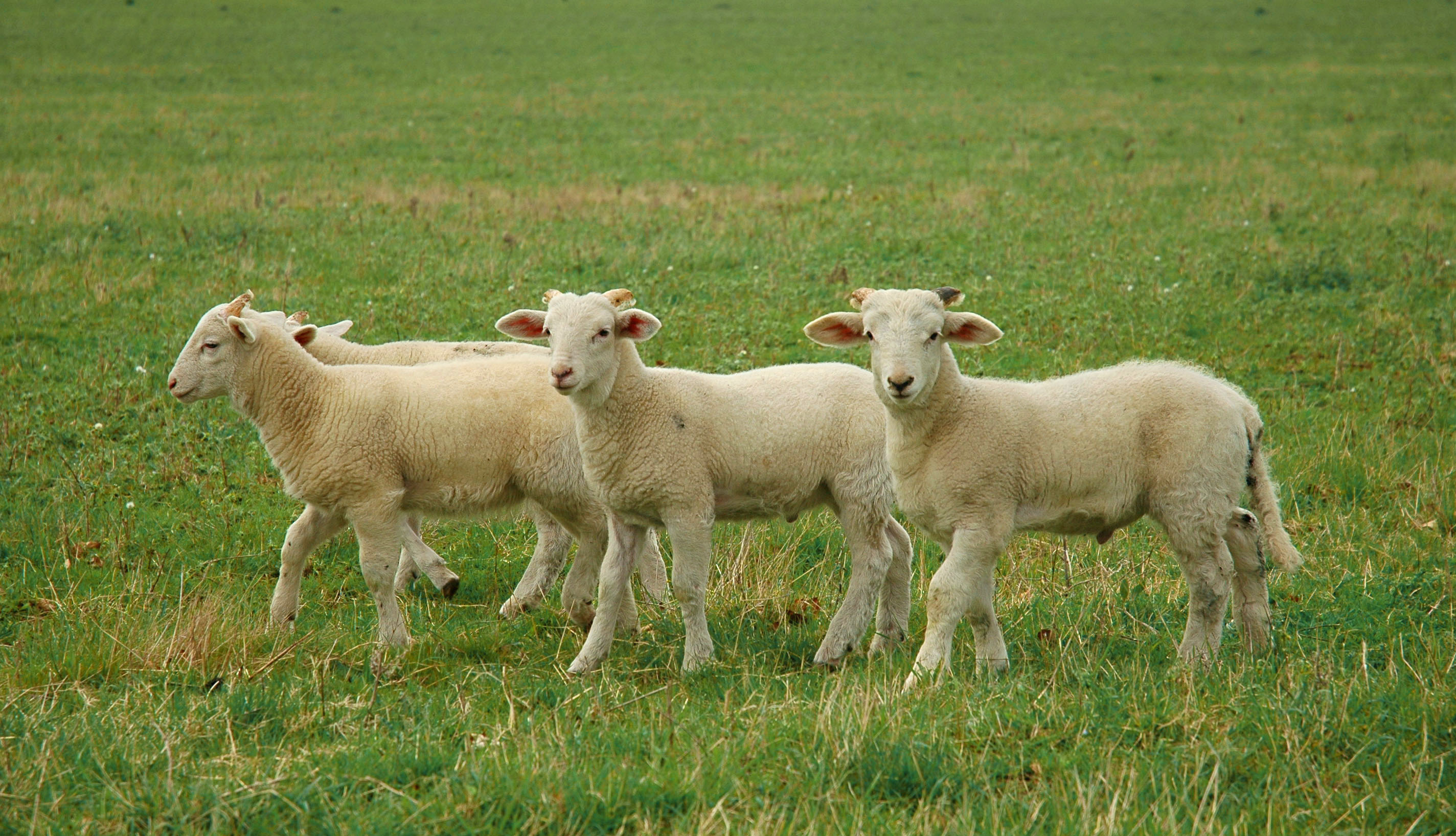
Patru miei
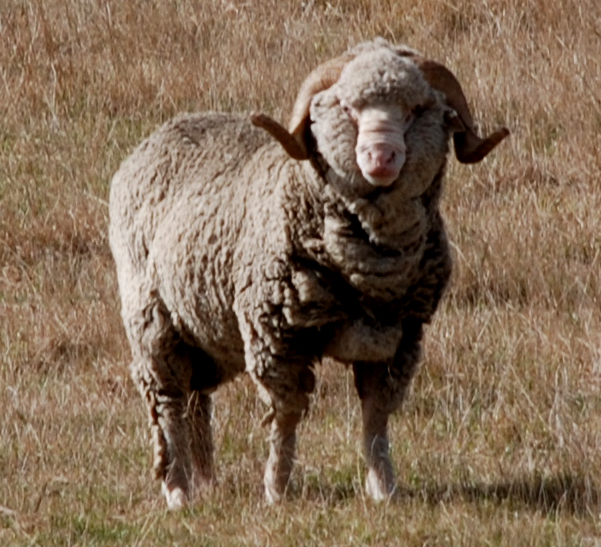
Specia Merinos,  Noua Zeelandă
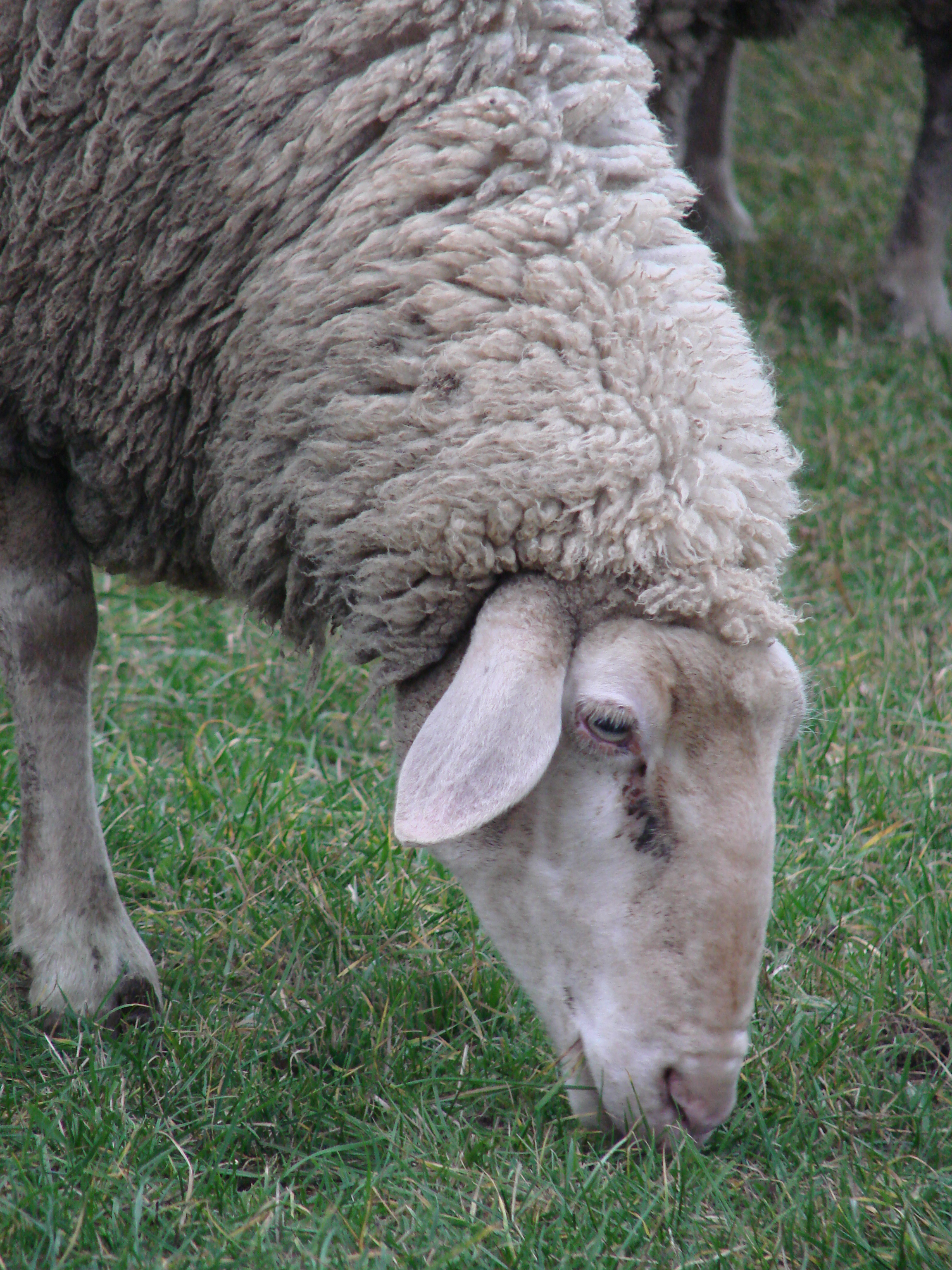
Oaie din Germania păscând (detaliu)
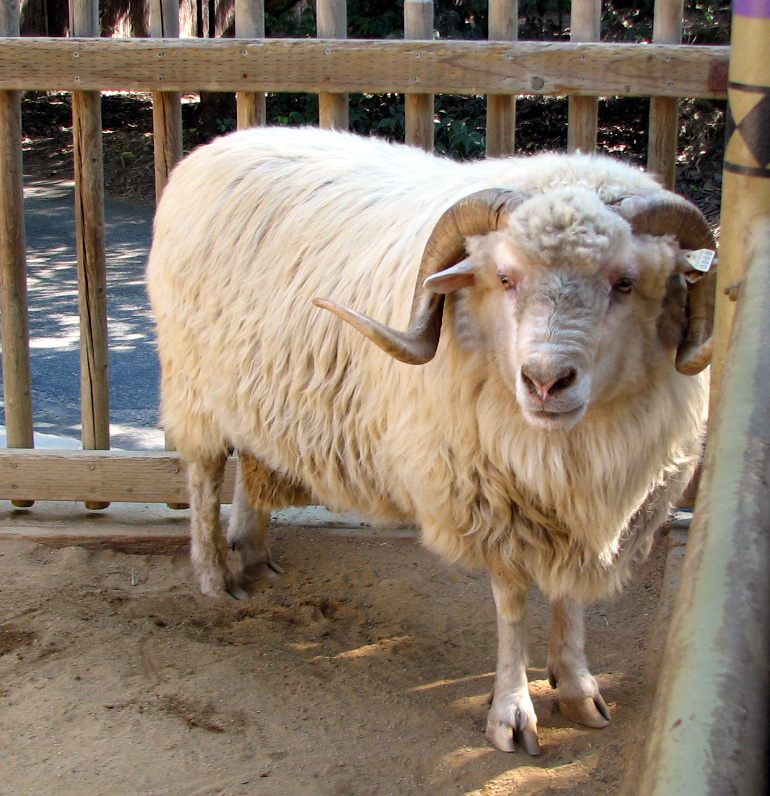
Specia Navajo Churro
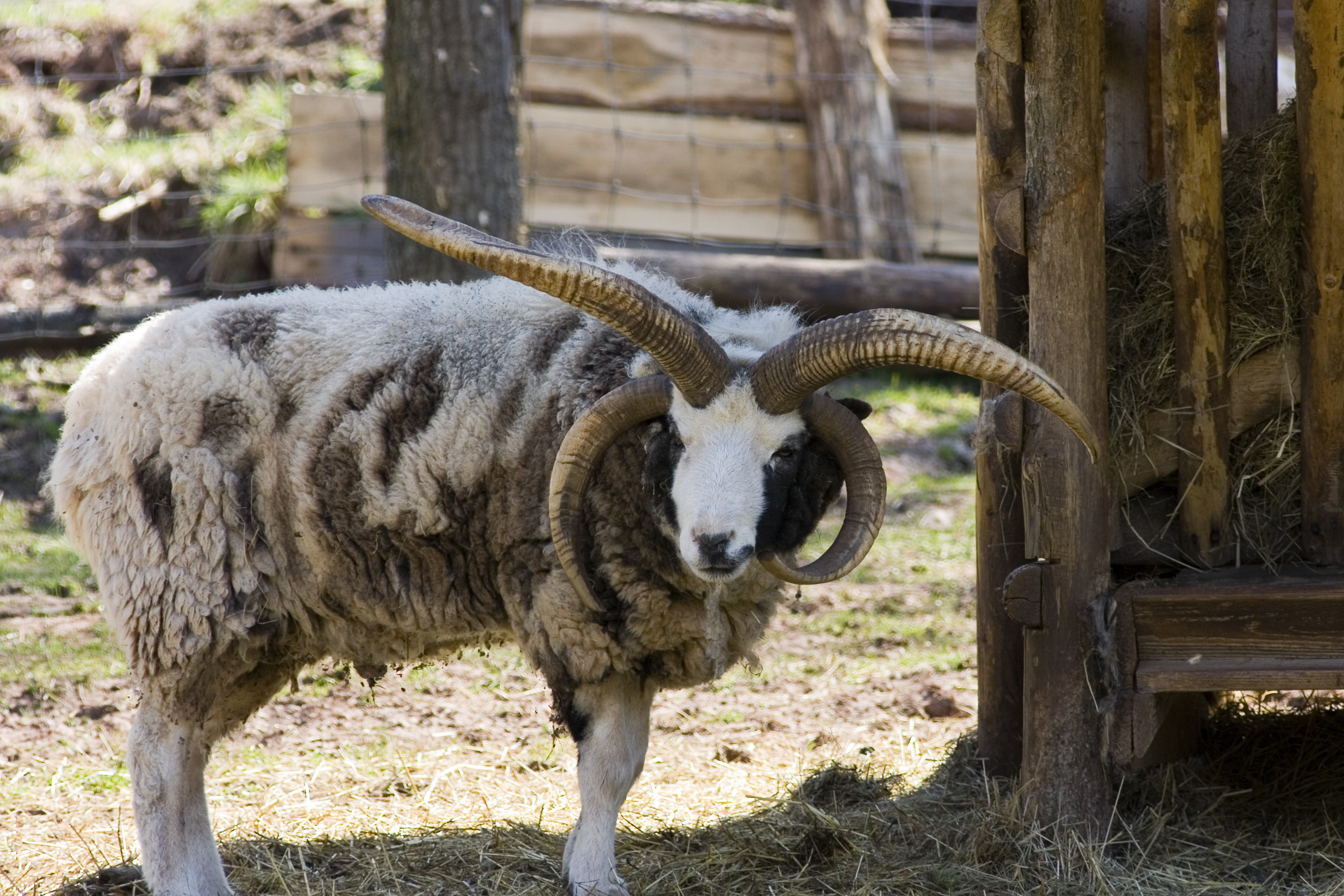
Berbec din Wildpark Tambach
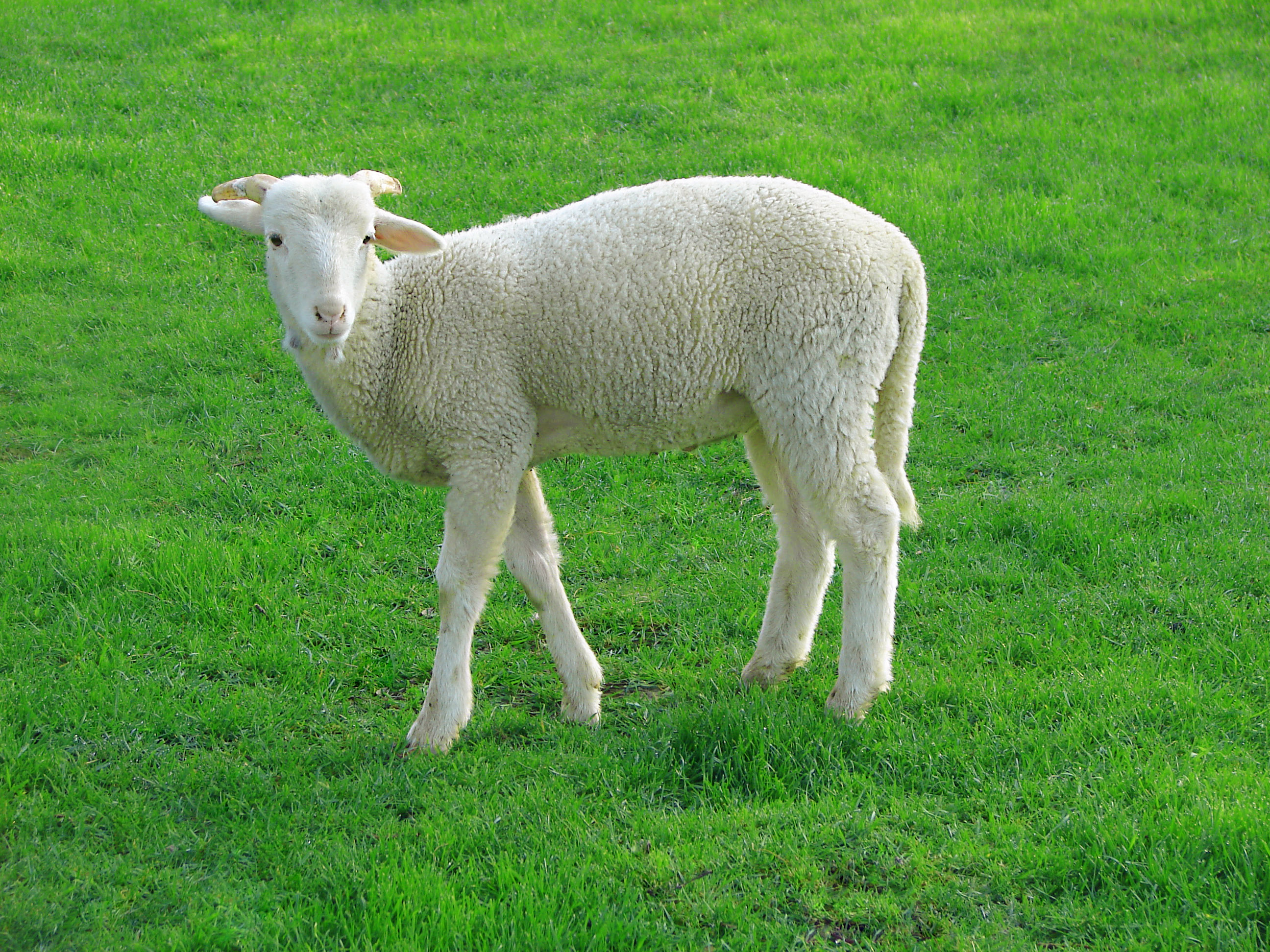
Miel
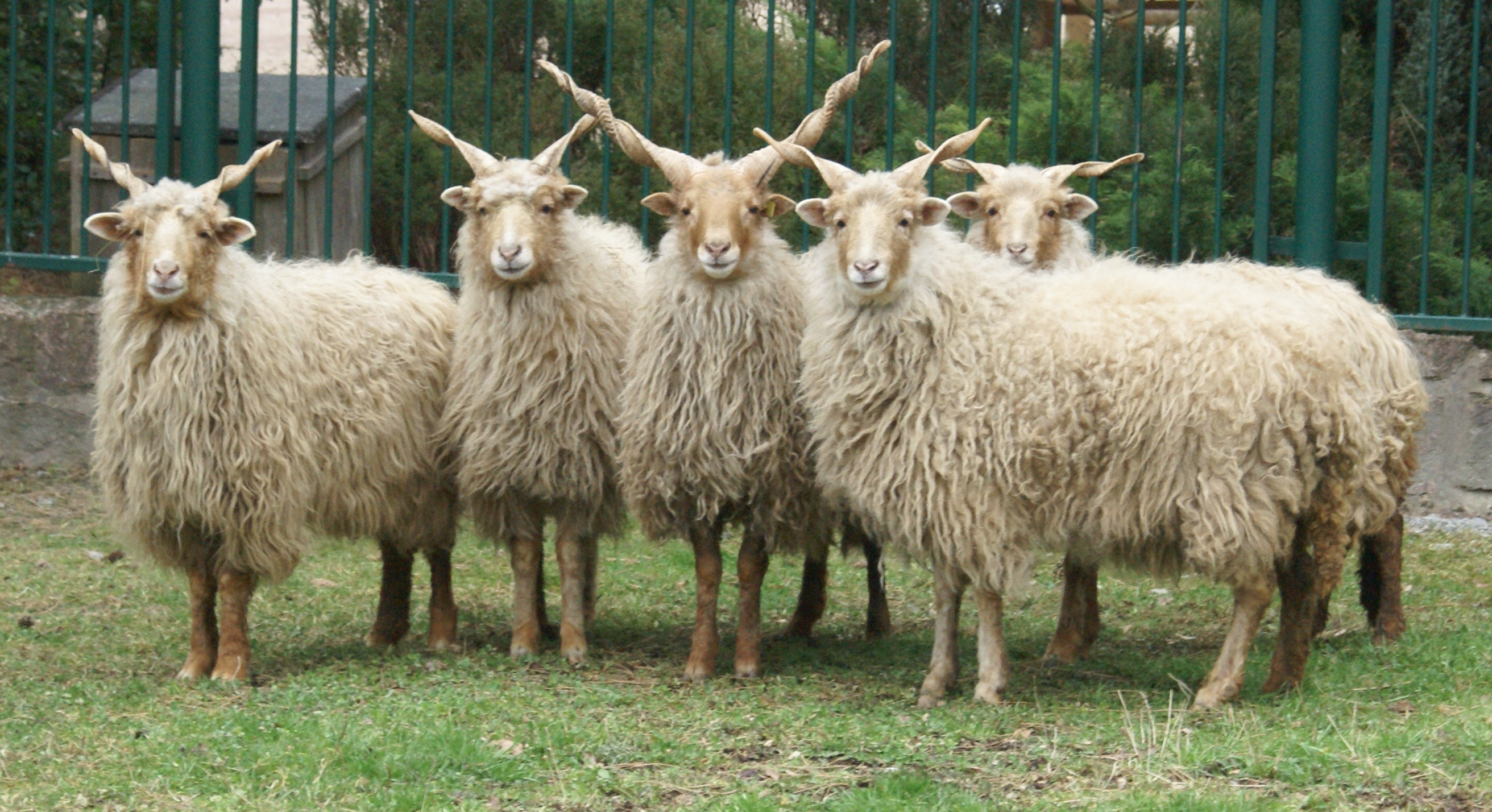
Oi Zackel, albe, la Tiergarten Bernburg, Germania
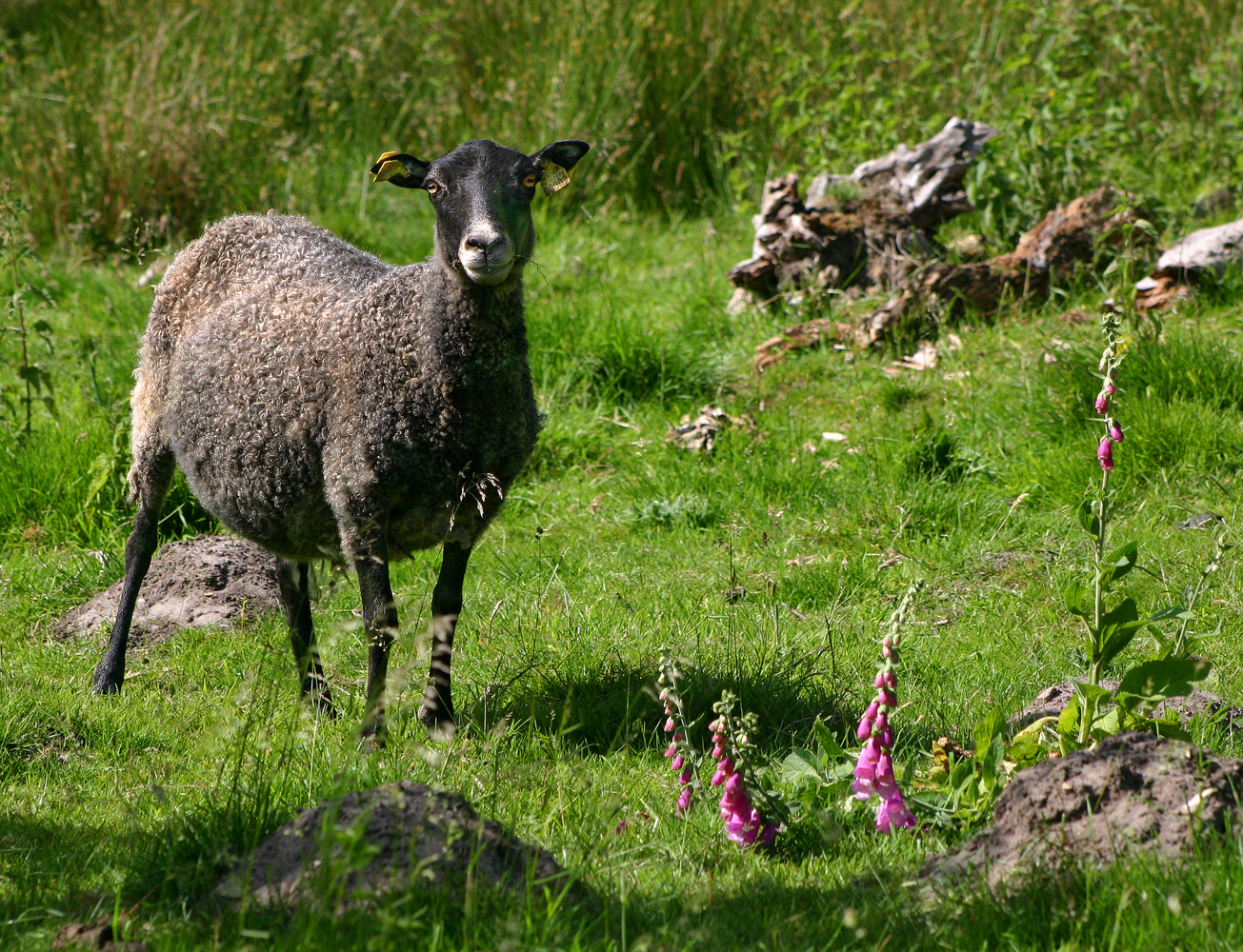
Oaie Gotland Pelt
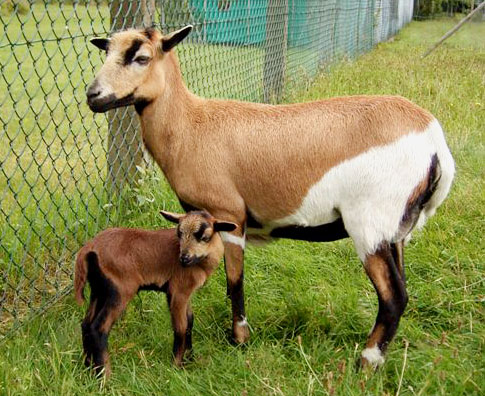
Oaie Cameroon
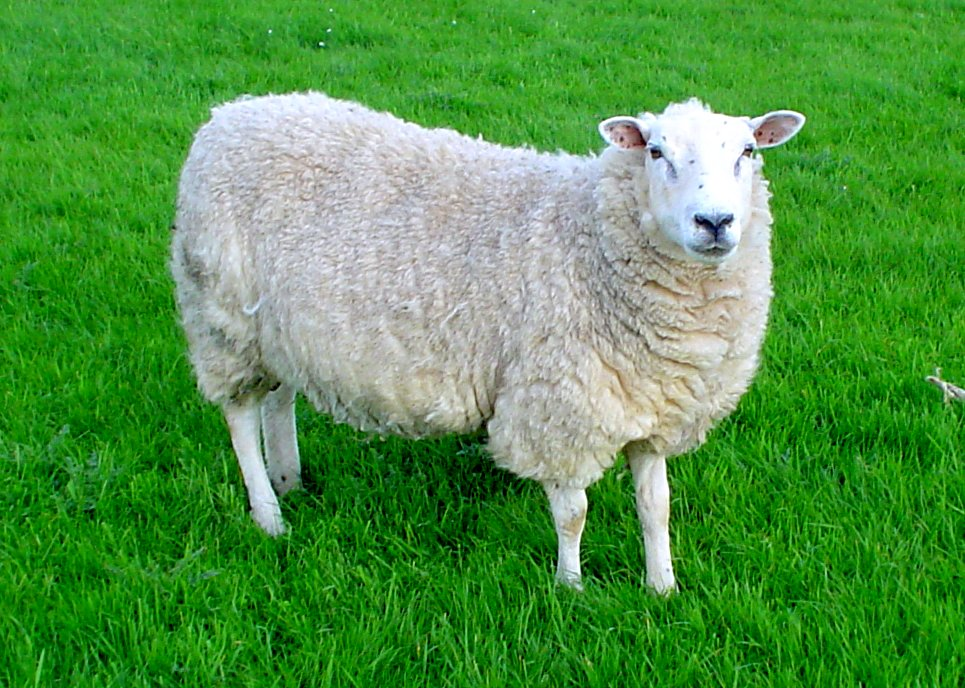
Oaie Lleyn din Devon, Regatul Unit al Marii Britanii
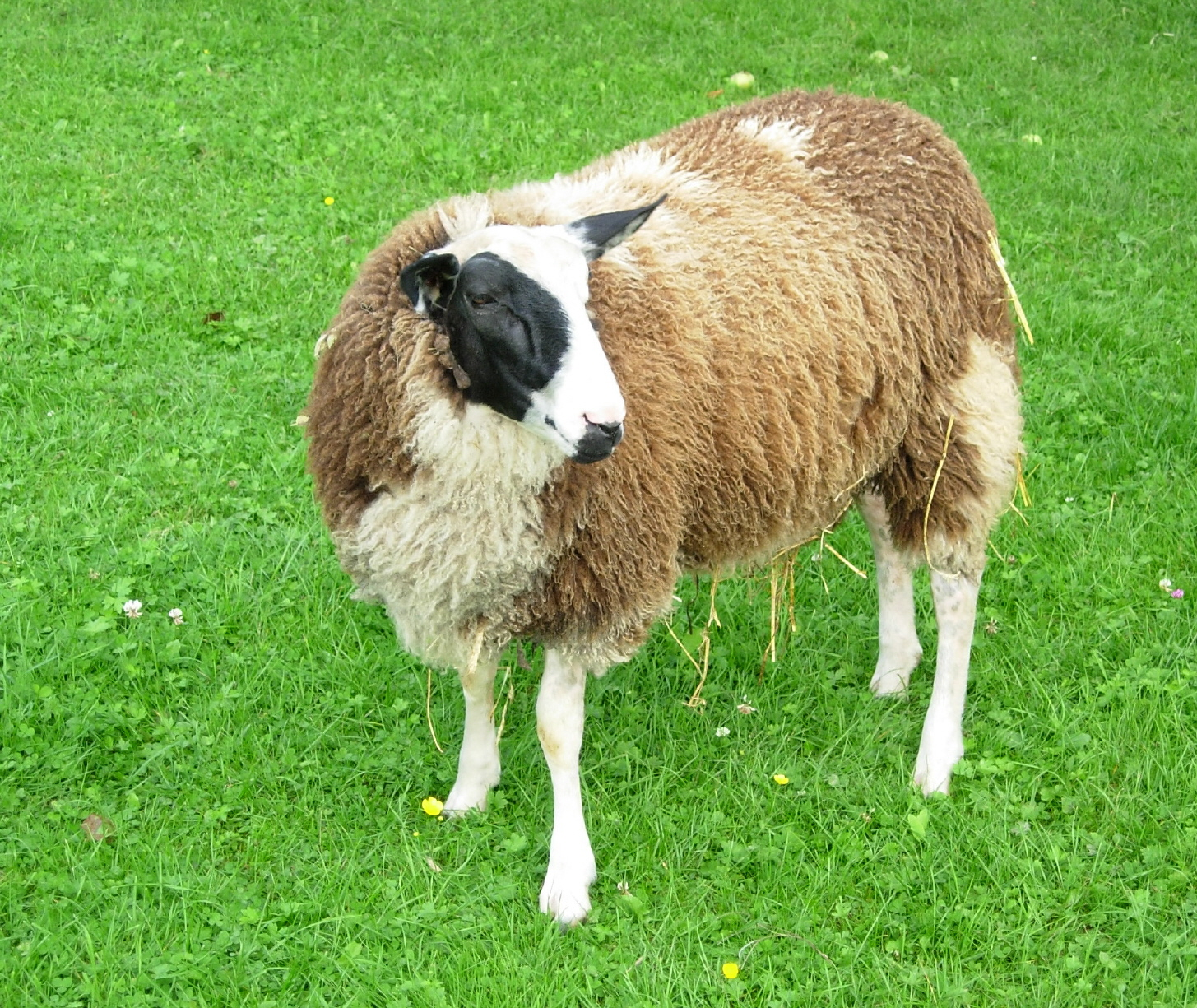
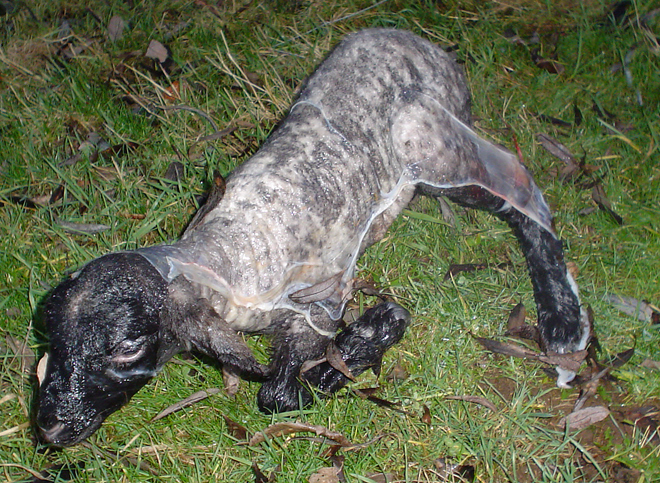
Miel Orientalis Aries
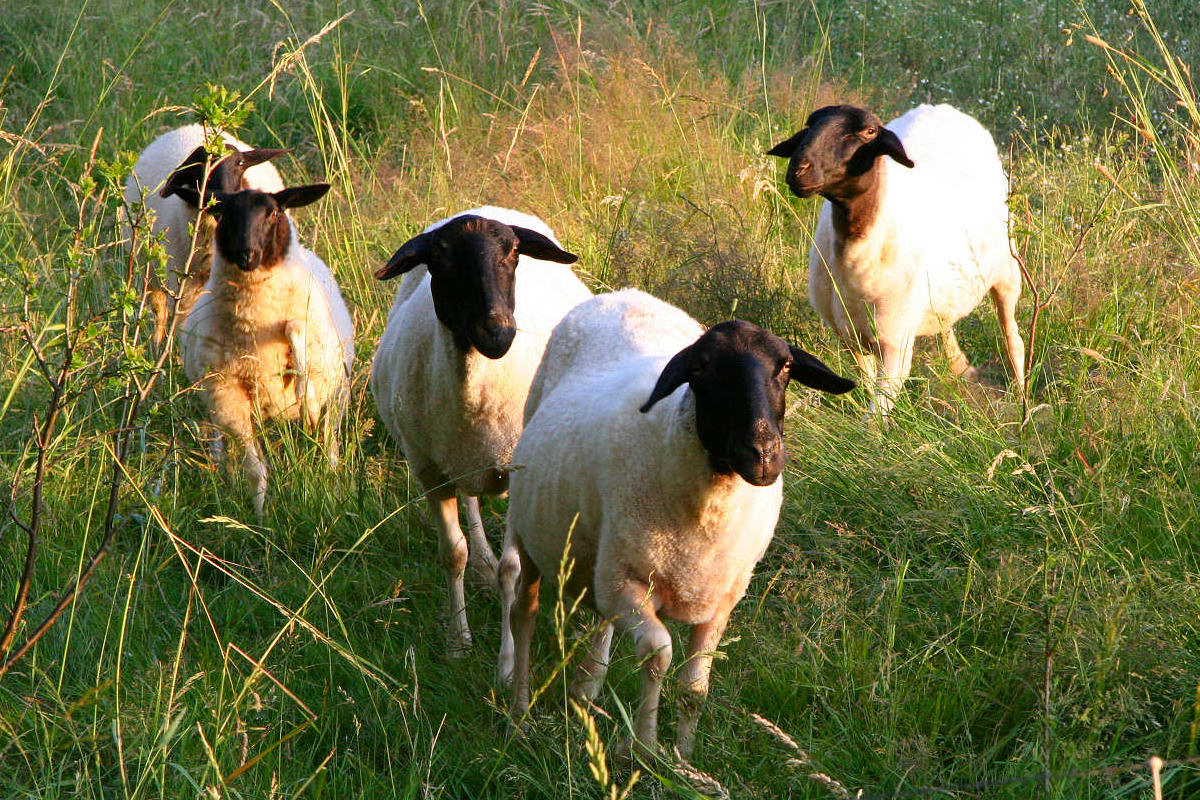
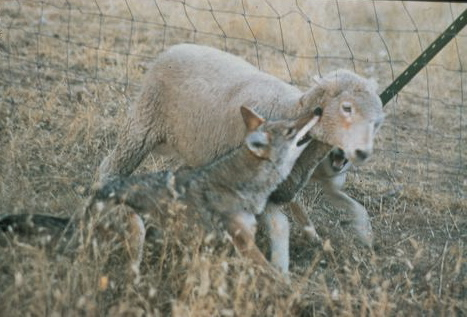
Miel atacat la gât de un coiot
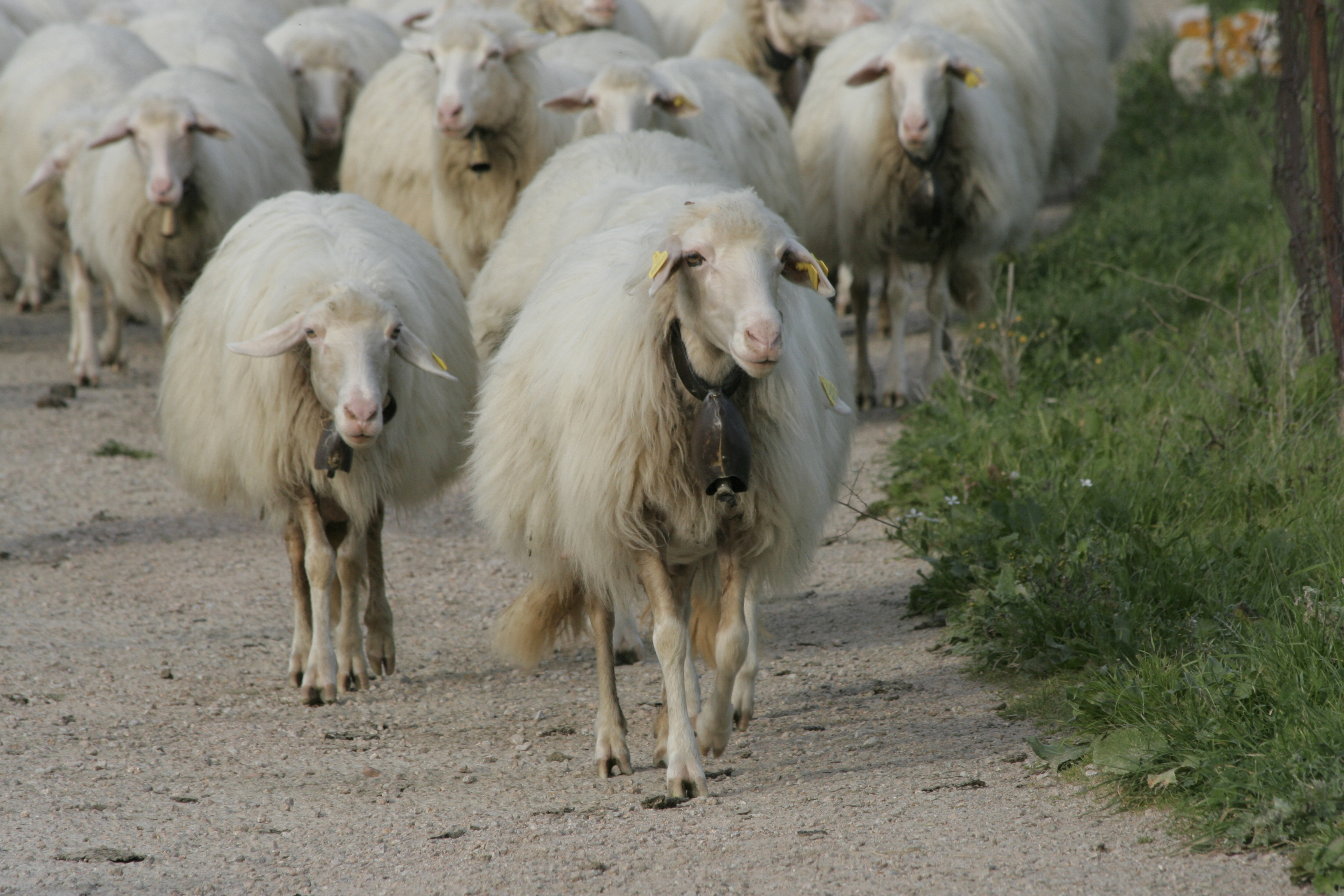
Turmă de oi sardiniene
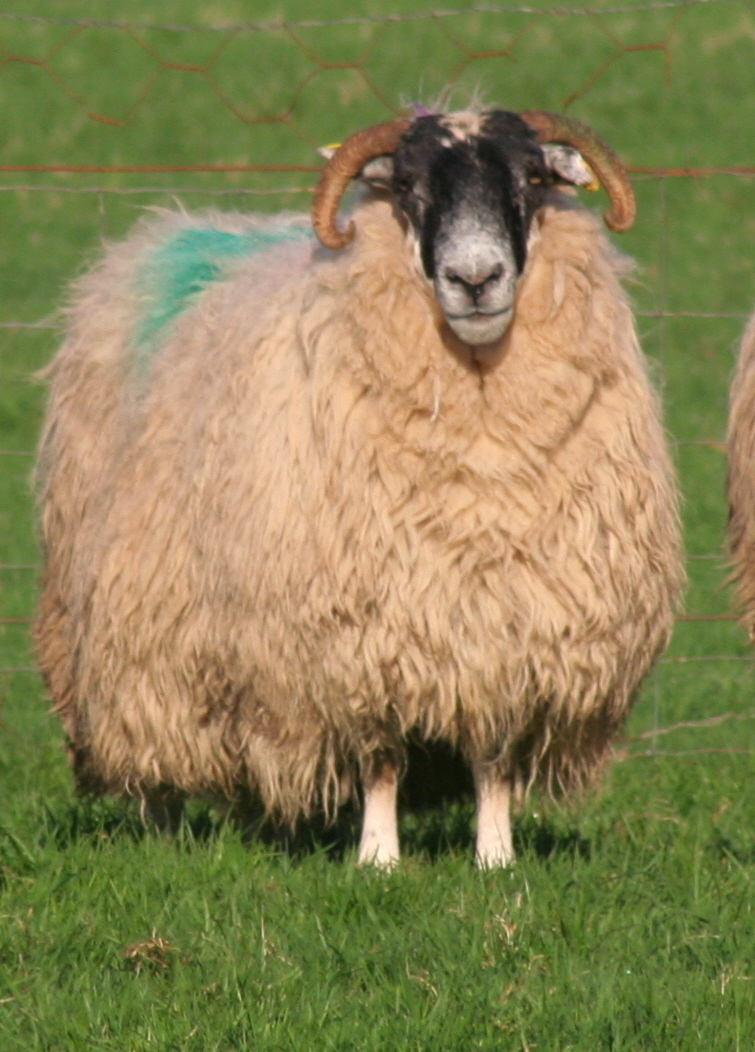
Specia Belier
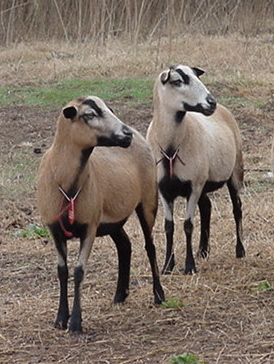
Oi Barbados cu burta neagră